# 洛塔爾·扎格羅塞克
洛塔爾·扎格羅塞克（德語：Lothar Zagrosek，1942年11月13日—），德國指揮家。出生於德国奥廷，少時曾在雷根斯堡大教堂合唱團演唱，包括在1954年萨尔茨堡音乐节上擔任《魔笛》中第一童子的角色。1962年至1967年間，他師從汉斯·斯瓦洛夫斯基、克尔特斯·伊斯特凡、布鲁诺·马代尔纳與赫伯特·冯·卡拉扬學習指揮。
扎格羅塞克曾於1982年至1986年擔任維也納廣播交響樂團的首席指揮，並於1985年至1988年擔任英國廣播公司交響樂團的首席客座指揮。1990年至1992年間，他定期在萊比錫歌劇院指揮。1995年，他成為德國青年愛樂樂團的首席客座指揮。1997年至2006年間，他擔任符騰堡州立劇院的首席指揮。隨後，自2006年至2011年，他擔任柏林音樂廳管弦樂團（前柏林交響樂團）的首席指揮。

## 外部連結
- 洛塔爾·扎格羅塞克的Discogs页面（英文）